# Caring (Kent)
Pour les articles homonymes, voir Caring.
Caring est un village du Kent, en Angleterre.